# Currie Cup
La Currie Cup es el campeonato nacional de rugby en Sudáfrica, organizado la Unión Sudafricana de Rugby (SARU). La competición está dividida en dos categorías, la Premier Division con los siete mejores equipos, y la First Division con los restantes ocho equipos. La temporada regular de cada categoría se disputa hacia mitad de año, en siete fechas semanales, antes de dar paso a las semifinales y la final por el campeonato. Al final de la temporada, el último clasificado de la Premier Division lucha por la permanencia contra el primer clasificado de la First Division.
La primera edición tuvo lugar en 1889, cuando se fundó la Federación Sudafricana de Rugby. No es un torneo entre clubes, sino entre equipos representativos de provincias. El formato de la competición ha cambiado varias veces a lo largo de su historia, si bien el actual tiene proyección para ser estable durante muchos años.
El campeonato ha tenido dos equipos dominadores de la competición. Durante décadas ha sido el equipo de Western Province el que ha ganado decenas de veces la liga, si bien desde la década de 1970 los Blue Bulls han tomado el relevo del dominio.
Como en el caso de la Mitre 10 Cup de Nueva Zelanda, el alto nivel de los jugadores que participan en esta liga hace que pueda ser comparada con las ligas europeas más potentes, la Premiership inglesa, el Top 14 francés y la Pro14.
Es normal que los mismos jugadores que destacan en la Currie Cup sean convocados también para disputar el United Rugby Championship en alguno de los cuatro equipos sudafricanos.

## Equipos

### Situación geográfica
| Currie Cup 2024 Premier Division |              |                         |
| Equipo                           | Ciudad       | Estadio                 |
| Blue Bulls                       | Pretoria     | Estadio Loftus Versfeld |
| Free State Cheetahs              | Bloemfontein | Estadio Free State      |
| Golden Lions                     | Johannesburg | Estadio Ellis Park      |
| Griquas                          | Kimberley    | Tafel Larger Park       |
| Griffons                         | Welkom       | North West Stadium      |
| Natal Sharks                     | Durban       | Estadio Kings Park      |
| Pumas                            | Nelspruit    | Estadio Mbombela        |
| Western Province                 | Cape Town    | Estadio Newlands        |

| Premier Division: - Blue Bulls - Free State Cheetahs - Golden Lions - Griffons - Griquas - Natal Sharks - Pumas - Western Province |  |  | First Division: - Boland Cavaliers - Border Bulldogs - SWD Eagles - Eastern Province Elephants - Leopards - Valke |

## Campeones
| Campeones y Subcampeones Currie Cup |                                       |            |                     |                                   |
| Temporada                           | Campeón                               | Resultado  | Finalista           | Sede de la final                  |
| 1892                                | Western Province                      |            |                     | ---                               |
| 1894                                | Western Province                      |            |                     | ---                               |
| 1895                                | Western Province                      |            |                     | ---                               |
| 1897                                | Western Province                      |            |                     | ---                               |
| 1898                                | Western Province                      |            |                     | ---                               |
| 1899                                | Griqualand West                       |            |                     | ---                               |
| 1904                                | Western Province                      |            |                     | ---                               |
| 1906                                | Western Province                      |            |                     | ---                               |
| 1908                                | Western Province                      |            |                     | ---                               |
| 1911                                | Griqualand West                       |            |                     | ---                               |
| 1914                                | Western Province                      |            |                     | ---                               |
| 1920                                | Western Province                      |            |                     | ---                               |
| 1922                                | Transvaal                             |            |                     | ---                               |
| 1925                                | Western Province                      |            |                     | ---                               |
| 1927                                | Western Province                      |            |                     | ---                               |
| 1929                                | Western Province                      |            |                     | ---                               |
| 1932                                | Border Bulldogs & Western Province    |            |                     | ---                               |
| 1934                                | Border Bulldogs & Western Province    |            |                     | ---                               |
| 1936                                | Western Province                      |            |                     | ---                               |
| 1939                                | Transvaal                             | 17–6       | Western Province    | Estadio Newlands, Ciudad del Cabo |
| 1946                                | Northern Transvaal                    | 11–9       | Western Province    | Estadio Loftus Versfeld, Pretoria |
| 1947                                | Western Province                      | 16–12      | Transvaal           | Estadio Newlands, Ciudad del Cabo |
| 1950                                | Transvaal                             | 22–11      | Western Province    | Estadio Ellis Park, Johannesburgo |
| 1952                                | Transvaal                             | 11–9       | Boland              | Wellington                        |
| 1954                                | Western Province                      | 11–8       | Northern Transvaal  | Estadio Newlands, Ciudad del Cabo |
| 1956                                | Northern Transvaal                    | 9–8        | Natal               | Estadio Kings Park, Durban        |
| 1957-59                             | Western Province                      |            |                     | ---                               |
| 1964                                | Western Province                      |            |                     | ---                               |
| 1966                                | Western Province                      |            |                     | ---                               |
| 1968                                | Northern Transvaal                    | 16–3       | Transvaal           | Estadio Loftus Versfeld, Pretoria |
| 1969                                | Northern Transvaal                    | 28–13      | Western Province    | Estadio Loftus Versfeld, Pretoria |
| 1970                                | Griqualand West                       | 11–9       | Northern Transvaal  | De Beers, Kimberley               |
| 1971                                | Northern Transvaal & Transvaal        | 14–14      |                     | Estadio Ellis Park, Johannesburgo |
| 1972                                | Transvaal                             | 25–19      | Eastern Transvaal   | Estadio Pam Brink, Springs        |
| 1973                                | Northern Transvaal                    | 30–22      | Free State Cheetahs | Estadio Loftus Versfeld, Pretoria |
| 1974                                | Northern Transvaal                    | 17–15      | Transvaal           | Estadio Loftus Versfeld, Pretoria |
| 1975                                | Northern Transvaal                    | 12–6       | Free State Cheetahs | Estadio Free State, Bloemfontein  |
| 1976                                | Free State Cheetahs                   | 33–16      | Western Province    | Estadio Free State, Bloemfontein  |
| 1977                                | Northern Transvaal                    | 27–12      | Free State Cheetahs | Estadio Loftus Versfeld, Pretoria |
| 1978                                | Northern Transvaal                    | 13–9       | Free State Cheetahs | Estadio Free State, Bloemfontein  |
| 1979                                | Northern Transvaal & Western Province | 15–15      |                     | Estadio Newlands, Ciudad del Cabo |
| 1980                                | Northern Transvaal                    | 39–9       | Western Province    | Estadio Loftus Versfeld, Pretoria |
| 1981                                | Northern Transvaal                    | 23–6       | Free State Cheetahs | Estadio Loftus Versfeld, Pretoria |
| 1982                                | Western Province                      | 24–7       | Northern Transvaal  | Estadio Newlands, Ciudad del Cabo |
| 1983                                | Western Province                      | 9–3        | Northern Transvaal  | Estadio Loftus Versfeld, Pretoria |
| 1984                                | Western Province                      | 19–9       | Natal               | Estadio Newlands, Ciudad del Cabo |
| 1985                                | Western Province                      | 22–15      | Northern Transvaal  | Estadio Newlands, Ciudad del Cabo |
| 1986                                | Western Province                      | 22–9       | Transvaal           | Estadio Newlands, Ciudad del Cabo |
| 1987                                | Northern Transvaal                    | 24–18      | Transvaal           | Estadio Ellis Park, Johannesburgo |
| 1988                                | Northern Transvaal                    | 19–18      | Western Province    | Estadio Loftus Versfeld, Pretoria |
| 1989                                | Northern Transvaal & Western Province | 16–16      |                     | Estadio Newlands, Ciudad del Cabo |
| 1990                                | Natal                                 | 18–12      | Northern Transvaal  | Estadio Loftus Versfeld, Pretoria |
| 1991                                | Northern Transvaal                    | 27–15      | Transvaal           | Estadio Loftus Versfeld, Pretoria |
| 1992                                | Natal                                 | 14–13      | Transvaal           | Estadio Ellis Park, Johannesburgo |
| 1993                                | Transvaal                             | 21–15      | Natal               | Estadio Ellis Park, Johannesburgo |
| 1994                                | Transvaal                             | 56–33      | Free State Cheetahs | Springbok Park, Bloemfontein      |
| 1995                                | Natal                                 | 25–17      | Western Province    | Estadio Kings Park, Durban        |
| 1996                                | Natal Sharks                          | 33–15      | Golden Lions        | Estadio Ellis Park, Johannesburgo |
| 1997                                | Western Province                      | 14–12      | Free State Cheetahs | Estadio Newlands, Ciudad del Cabo |
| 1998                                | Blue Bulls                            | 24–20      | Western Province    | Estadio Loftus Versfeld, Pretoria |
| 1999                                | Golden Lions                          | 32–9       | Natal Sharks        | Estadio Kings Park, Durban        |
| 2000                                | Western Province                      | 25–15      | Natal Sharks        | Estadio Kings Park, Durban        |
| 2001                                | Western Province                      | 29–24      | Natal Sharks        | Estadio Newlands, Ciudad del Cabo |
| 2002                                | Blue Bulls                            | 31–7       | Golden Lions        | Estadio Ellis Park, Johannesburgo |
| 2003                                | Blue Bulls                            | 40–19      | Natal Sharks        | Estadio Loftus Versfeld, Pretoria |
| 2004                                | Blue Bulls                            | 42–33      | Free State Cheetahs | Estadio Loftus Versfeld, Pretoria |
| 2005                                | Free State Cheetahs                   | 29–25      | Blue Bulls          | Estadio Loftus Versfeld, Pretoria |
| 2006                                | Blue Bulls & Free State Cheetahs      | 28–28      |                     | Estadio Free State, Bloemfontein  |
| 2007                                | Free State Cheetahs                   | 20–18      | Golden Lions        | Estadio Free State, Bloemfontein  |
| 2008                                | Natal Sharks                          | 14–9       | Blue Bulls          | Estadio Kings Park, Durban        |
| 2009                                | Blue Bulls                            | 36–24      | Free State Cheetahs | Estadio Loftus Versfeld, Pretoria |
| 2010                                | Natal Sharks                          | 30–10      | Western Province    | Estadio Kings Park, Durban        |
| 2011                                | Golden Lions                          | 42–16      | Natal Sharks        | Estadio Ellis Park, Johannesburgo |
| 2012                                | Western Province                      | 25–18      | Natal Sharks        | Estadio Kings Park, Durban        |
| 2013                                | Natal Sharks                          | 33–19      | Western Province    | Estadio Newlands, Ciudad del Cabo |
| 2014                                | Western Province                      | 19–16      | Golden Lions        | Estadio Newlands, Ciudad del Cabo |
| 2015                                | Golden Lions                          | 32–24      | Western Province    | Estadio Ellis Park, Johannesburgo |
| 2016                                | Free State Cheetahs                   | 36–16      | Blue Bulls          | Estadio Free State, Bloemfontein  |
| 2017                                | Western Province                      | 33–21      | Natal Sharks        | Estadio Kings Park, Durban        |
| 2018                                | Natal Sharks                          | 17-12      | Western Province    | Estadio Newlands, Ciudad del cabo |
| 2019                                | Free State Cheetahs                   | 31-28      | Golden Lions        | Estadio Free State, Bloemfontein  |
| 2020-21                             | Blue Bulls                            | 26-19      | Natal Sharks        | Estadio Loftus Versfeld, Pretoria |
| 2021                                | Blue Bulls                            | 44-10      | Natal Sharks        | Estadio Loftus Versfeld, Pretoria |
| 2022                                | Pumas                                 | 26-19      | Griquas             | Griqua Park, Kimberley            |
| 2023                                | Free State Cheetahs                   | 25-17      | Pumas               | Estadio Free State, Bloemfontein  |
| 2024                                | Natal Sharks                          | 16-14      | Golden Lions        | Estadio Ellis Park, Johannesburgo |
| 2025                                | En disputa                            | En disputa | En disputa          | En disputa                        |

## Títulos por equipo
En negrita, los títulos compartidos.
Nota: La Currie Cup 2024 es el último torneo considerado
| Club                            | Campeón | Años campeonatos |
| ------------------------------- | ------- | --- |
| Western Province                | 34      | 1892, 1894, 1895, 1897, 1898, 1904, 1906, 1908, 1914, 1920, 1925, 1927, 1929, 1932, 1934, 1936, 1947, 1954, 1959, 1964, 1966, 1979, 1982, 1983, 1984, 1985, 1986, 1989, 1997, 2000, 2001, 2012, 2014, 2017. |
| Blue Bulls (Northern Transvaal) | 25      | 1946, 1956, 1968, 1969, 1971, 1973, 1974, 1975, 1977, 1978, 1979, 1980, 1981, 1987, 1988, 1989, 1991, 1998, 2002, 2003, 2004, 2006, 2009, 2020-21, 2021.                                                    |
| Golden Lions (Transvaal)        | 11      | 1922, 1939, 1950, 1952, 1971, 1972, 1993, 1994, 1999, 2011, 2015. |
| Natal Sharks                    | 9       | 1990, 1992, 1995, 1996, 2008, 2010, 2013, 2018, 2024. |
| Free State Cheetahs             | 7       | 1976, 2005, 2006, 2007, 2016, 2019, 2023. |
| Griquas (Griqualand West)       | 3       | 1899, 1911, 1970. |
| Border Bulldogs                 | 2       | 1932, 1934. |
| Pumas                           | 1       | 2022. |